# Leon Malejka
Leon Malejka (ur. 23 października 1897 w Wierzniowicach na Śląsku Cieszyńskim, zm. między 13 a 14 kwietnia 1940 w Katyniu) – porucznik artylerii rezerwy Wojska Polskiego, ofiara zbrodni katyńskiej.

## Życiorys
Był Antoniego i Józefy z Walów. Wstąpił do Wojska Polskiego jako podporucznik armii austro-węgierskiej. Uczestnik akcji plebiscytowej na Śląsku Cieszyńskim, oraz walk na froncie ukraińskim i bolszewickim.  14 lutego 1920 został awansowany do stopnia porucznika, służył wtedy w 4 pułku artylerii ciężkiej. W 1920 nadesłał swą kartę kwalifikacyjną do Komisji Weryfikacyjnej przy Departamencie Personalnym Ministerstwa Spraw Wojskowych.    
W październiku 1921 zostało ogłoszone zwolnienie porucznika Malejki z czynnej służby jako mieszkańca Śląska Cieszyńskiego, pełnił wówczas służbę 4 dywizjonie artylerii ciężkiej. W 1924 był porucznikiem rezerwy ze starszeństwem z dniem 1 czerwca 1919 i 1078 lokatą w 12 pułku artylerii polowej. W latach 30. XX wieku mieszkał w Gdyni, pracował jako urzędnik firmy spedycyjnej. Należał do rezerwy 29 pułku artylerii lekkiej i podlegał pod PKU Warszawa–Miasto III. W korespondencji komendantury obozu juchnowskiego do OPW w Moskwie, miejsce zamieszkania Malejki przed wrześniem 1939 jest wskazane jako Kobyle w powiecie nowosądeckim. Prawdopodobnie chodzi o tę miejscowość.
W czasie mobilizacji zgłosił się zgodnie z rozkazami do Ośrodka Zapasowego Artylerii Lekkiej nr 3 który był mobilizowany przez 29 pal w Prużanie. Objął dowództwo baterii OZ. OZAL nr 3 po zmobilizował się zgodnie z planem w dniach 3 – 7 września. Po agresji sowieckiej z 17 września dwa dni później przekroczył granicę litewską. Żołnierze Ośrodka Zapasowego zostali internowani przez Litwinów a następnie przekazani Rosjanom. Według stanu z 19 października Leon Malejka był jeńcem obozu juchnowskiego. W listopadzie 1939 został przewieziony do obozu kozielskiego. Między 11 a 12 kwietnia 1940 przekazany do dyspozycji naczelnika Zarządu NKWD Obwodu Smoleńskiego – lista wywózkowa 025/3 z 9 kwietnia 1940, poz. 19 nr akt 2748. Został zamordowany między 13 a 14 kwietnia 1940 w lesie katyńskim przez funkcjonariuszy Obwodowego Zarządu NKWD w Smoleńsku oraz pracowników NKWD przybyłych z Moskwy na mocy decyzji Biura Politycznego KC WKP(b) z 5 marca 1940. Ofiary tej zbrodni grzebano w bezimiennych mogiłach zbiorowych, gdzie od 28 lipca 2000 mieści się oficjalnie Polski Cmentarz Wojenny w Katyniu. W miejscu tym prowadzone były ekshumacje i prace archeologiczne. Zidentyfikowany podczas ekshumacji prowadzonej przez Niemców w 1943 pod numerem 689 (raport dzienny z 28 kwietnia1943). Figuruje na liście Komisji Technicznej PCK pod numerem 0689. Przy jego szczątkach w mundurze znaleziono: książeczkę stałej służby, paszport, kartę szczepień nr 1123, pismo urzędowe. Znajduje się na liście ofiar opublikowanej w Gońcu Krakowskim nr 107 (tu zapisano nazwisko jako Malegka z podaną datą urodzenia) oraz w Nowym Kurierze Warszawskim nr 110 z 1943. 

## Upamiętnienie
- Minister Obrony Narodowej Aleksander Szczygło decyzją Nr 439/MON z 5 października 2007 awansował go pośmiertnie na stopnień kapitana[19]. Awans został ogłoszony 9 listopada 2007[20] w Warszawie, w trakcie uroczystości „Katyń Pamiętamy – Uczcijmy Pamięć Bohaterów”.
- Krzyż Kampanii Wrześniowej – zbiorowe, pośmiertne odznaczenie pamiątkowe wszystkich ofiar zbrodni katyńskiej (1 stycznia 1986).
- Tablica epitafijna na pomniku w Czeskim Cieszynie[21].
- Wpis w Projekcie Edukacyjnym „Miasto Gdynia w okresie II wojny światowej”[22].

## Ordery i odznaczenia
- Krzyż Walecznych[23][24]
- Odznaka Honorowa „Orlęta”[3]